# Изабела Уитни
Изабела Уитни (на английски: Isabella Whitney) (ок. 1540 – ок. 1577 г.) е първата известна поетеса, публикувала светска поезия на английски език.
Повечето от това, което се знае за живота на Изабела Уитни е основано на предположения от нейната поезия, често отправена към членове на семейството, както и писма включени в A Sweet Nosgay.

## Биография и творчество
Родена е в Чешър, вероятно в семейство от средната класа (тя е грамотна по време, когато членовете на работническата класа и особено жените, не са образовани). Брат ѝ Джефри Уитни е писател в Лондон. Освен него има още четири братя и сестри. В Лондон тя работи като прислужница – придружителка на дама от заможно или аристократично семейство. Тя обаче губи поста си, може би заради клюки и клевети (в едно писмо до приятел тя пише за лошото си здраве и „злонамереност“). Болест не ѝ позволява да излиза и тя започва да пише.
Изабела Уитни пише поради финансова необходимост и публикува два кратки сборника с поезия: The copy of a letter lately written in meeter, by a yonge Gentilwoman: to her unconstant lover (Копие на писмо написано напоследък в метър, от млада дама: до нейния непостоянен любовник), и A Sweet Nosgay, Or Pleasant Posye: contayning a hundred and ten Phylosophicall Flowers (Ароматен букет или приятна поезия: съдържащ сто и десет философски цветя). И двете са отпечатани под формата на евтини памфлети от лондонския печатар Ричард Джоунс през 1567 и 1573 г.